# Districtul Manafwa
Districtul Manafwa este una dintre cele 80 unități administrativ-teritoriale de gradul I ale Ugandei.